# Hiến pháp lâm thời Syria năm 2025
Hiến pháp lâm thời Syria năm 2025, tên chính thức là Tuyên bố Hiến pháp Cộng hòa Ả Rập Syria (tiếng Ả Rập: الإعلان الدستوري للجمهورية العربية السورية), là hiến pháp lâm thời của Syria, do Tổng thống Syria Ahmed al-Sharaa ban hành. Hiến pháp lâm thời thành lập một chính phủ chuyển tiếp với nhiệm kỳ năm năm.
Sau khi chế độ Assad sụp đổ, Hassan Abdel Ghani, người phát ngôn Bộ chỉ huy tác chiến quân sự, tuyên bố hủy bỏ Hiến pháp Syria năm 2012. Al-Sharaa sau đó tuyên bố sẽ ban hành một bản "tuyên bố hiến pháp" làm hiến pháp lâm thời. Ngày 2 tháng 3 năm 2025, al-Sharaa thành lập một ủy ban dự thảo hiến pháp lâm thời. Ngày 13 tháng 3, ông ký ban hành hiến pháp lâm thời, thiết lập thời kỳ chuyển tiếp chính trị kéo dài năm năm.
Hiến pháp lâm thời được ban hành trong bối cảnh bất ổn đang diễn ra tại Syria, bao gồm nguy cơ cát cứ lãnh thổ do xung đột ở Tây Syria, dân quân Druze, cuộc xâm lược của Israel; căng thẳng giáo phái, các cuộc thảm sát người Alawite; và các lệnh trừng phạt quốc tế trong Nội chiến Syria.

## Bối cảnh
Lực lượng Hay'at Tahrir al-Sham với sự hỗ trợ của Quân đội Quốc gia Syria do do Thổ Nhĩ Kỳ hậu thuẫn tiến hành cuộc tấn công vào năm 2024, dẫn đến sự sụp đổ của chế độ Bashar al-Assad sau năm thập kỷ cai trị của gia tộc Assad. Trước khi một liên minh phiến quân tiến vào Damascus, Bashar al-Assad và gia đình bỏ trốn bằng máy bay đến Nga và được chính phủ Nga cấp quy chế tị nạn chính trị. Các lực lượng đối lập tuyên bố chiến thắng trên truyền hình nhà nước, đồng thời Bộ Ngoại giao Nga xác nhận việc al-Assad từ chức và rời khỏi Syria.
Ngày 29 tháng 12 năm 2024, mạng lưới truyền hình đối lập Syria TV đưa tin rằng chính quyền lâm thời đang chuẩn bị triệu tập một Hội nghị toàn quốc gồm 1.200 đại biểu nhằm thành lập một ủy ban dự thảo hiến pháp và hợp nhất tất cả các lực lượng vũ trang bao gồm HTS thành một quân đội quốc gia mới. Trong cùng ngày, Ahmed al-Sharaa tuyên bố rằng có thể mất tới 4 năm để tổ chức bầu cử và phải tiến hành điều tra dân số trước đó.

### Cải cách hiến pháp

Tổng thống Syria Ahmed al-Sharaa ký ban hành hiến pháp lâm thời

Sau khi chế độ Assad sụp đổ, Bộ tổng chỉ huy Syria chính thức bổ nhiệm al-Sharaa làm tổng thống trong thời kỳ chuyển tiếp tại Hội nghị Chiến thắng Cách mạng Syria ở Damascus vào ngày 29 tháng 1 năm 2025. Trước đó, ông từng là nhà lãnh đạo trên thực tế sau khi chế độ Assad sụp đổ. Trong bài phát biểu đầu tiên vào ngày 31 tháng 1 năm 2025, al-Sharaa tuyên bố sẽ ban hành tuyên bố hiến pháp làm hiến pháp lâm thời cho đến khi có hiến pháp mới.
Các nhóm vũ trang tham gia cuộc tấn công đồng ý hủy bỏ Hiến pháp năm 2012 và bắt đầu soạn thảo hiến pháp. Mặc dù nhiều người Syria ăn mừng sự sụp đổ của chế độ Assad, các nhóm tôn giáo thiểu số của Syria bày tỏ lo ngại về chính quyền mới theo chủ nghĩa Hồi giáo, với nhiều cộng đồng do dự chấp nhận quyền lực của chính quyền trung ương trong khu vực của họ. Tại Hội nghị Chiến thắng Cách mạng Syria, Hassan Abdel Ghani, người phát ngôn Bộ chỉ huy tác chiến quân sự tuyên bố bãi bỏ Hiến pháp Syria năm 2012.
Ngày 12 tháng 2 năm 2025, chính phủ lâm thời công bố thành lập một ủy ban chuẩn bị cho Hội nghị Đối thoại Quốc gia Syria sắp tới gồm bảy thành viên. Thành phần Hội nghị bị chỉ trích vì không đại diện đầy đủ cho các cộng đồng và tổ chức xã hội dân sự của Syria. Ngày 2 tháng 3 năm 2025, Tổng thống al-Sharaa tuyên bố thành lập một ủy ban dự thảo tuyên bố hiến pháp. Ngày 13 tháng 3 năm 2025, Tổng thống al-Sharaa ban hành hiến pháp lâm thời, có hiệu lực trong năm năm.

## Tổng quan
Hiến pháp lâm thời thiết lập một tổng thống chế. Tổng thống thực hiện quyền hành pháp và bổ nhiệm bộ trưởng và chức vụ thủ tướng bị bãi bỏ. Sharia là cơ sở chính của hệ thống pháp luật, quyền tự do ngôn luận được đảm bảo.  Nghị viện Nhân dân là cơ quan lập pháp lâm thời trong thời kỳ chuyển tiếp, có nhiệm vụ soạn thảo hiến pháp mới. Tổng thống bổ nhiệm một phần ba số thành viên Nghị viện Nhân dân, hai phần ba còn lại được các hội đồng bầu ra dưới sự giám sát của một ủy ban do tổng thống bổ nhiệm. Tổng thống cũng bổ nhiệm thẩm phán Tòa án Hiến pháp mà không cần sự phê chuẩn của Nghị viện Nhân dân.
Hiến pháp lâm thời duy trì một số điều khoản từ hiến pháp cũ, bao gồm yêu cầu tổng thống phải theo Hồi giáo và Sharia phải là cơ sở chính của pháp luật. Hiến pháp đảm bảo mọi công dân đều bình đẳng trước pháp luật bất kể dân tộc, tôn giáo. Lực lượng Vũ trang Syria được quy định là một lực lượng quân sự chính quy và các nhóm vũ trang cục bộ bị cấm. Ngoài ra, hiến pháp lâm thời cấm công khai ủng hộ chế độ Assad cũ.

## Phản ứng
Đặc phái viên Liên Hợp Quốc tại Syria Geir Pedersen bày tỏ hy vọng rằng tuyên bố hiến pháp sẽ góp phần khôi phục pháp quyền và tạo điều kiện cho một quá trình chuyển tiếp chính trị toàn diện, đồng thời kêu gọi một cuộc điều tra độc lập về bạo lực giáo phái, các cuộc thảm sát người Alawitevà yêu cầu giới lãnh đạo mới của Syria hợp tác với Liên Hợp Quốc về những vấn này.

### Chỉ trích
Hội đồng Dân chủ Syria, cánh chính trị của Các lực lượng Dân chủ Syria, chỉ trích gay gắt al-Sharaa đang lặp lại lối mòn của chế độ Assad, tuyên bố hiến pháp lâm thời là bất hợp pháp, vi phạm các thỏa thuận giữa al-Sharaa và Các lực lượng Dân chủ Syria và cảnh báo về sự gia tăng bạo lực, chủ nghĩa giáo phái và chủ nghĩa chuyên chế. Hội đồng Dân chủ Syria đặc biệt cảnh báo rằng việc xác lập Sharia trong hiến pháp có thể gây bất ổn mới. Chính quyền Rojava của người Kurd ở Bắc và Đông Syria bác bỏ tuyên bố hiến pháp vì không thừa nhận sự đa dân tộc của Syria và duy trì các chính sách của chế độ Ba'ath. Chính quyền Rojava đưa ra những lời chỉ trích này chỉ hai ngày sau khi ký một thỏa thuận với chính quyền lâm thời về việc hội nhập vào nhà nước Syria.
Lãnh tụ tinh thần Druze Hikmat al-Hijri lên án chính phủ chuyển tiếp là "cực đoan" và bác bỏ khả năng đạt được sự đồng thuận với chính quyền, đồng thời cho rằng chế độ mới có thể phải chịu trách nhiệm trước luật quốc tế về vụ thảm sát người Alawite xảy ra đồng thời với việc ban hành hiến pháp.

### Biểu tình
Ngày 14 tháng 3 năm 2025, hàng trăm người Kurd biểu tình phản đối bản tuyên bố hiến pháp tại Al-Qamishli vì không đáp ứng nguyện vọng của các nhóm thiểu số Syria. Tuyên bố hiến pháp bị chỉ trích vì trao quá nhiều quyền hạn cho tổng thống trong thời kỳ chuyển tiếp, tiềm ẩn nguy cơ thiết lập một chế độ độc tài mới. Một số nhà bình luận đặt câu hỏi liệu al-Sharaa có tuân thủ thời kỳ chuyển tiếp này hay không. Việc tuyên bố Sharia là cơ sở chính của pháp luật cũng bị chỉ trích là không phù hợp với xã hội đa nguyên của Syria.
Những người biểu tình tiếp tục chỉ trích việc hiến pháp lâm thời không công nhận các nhóm thiểu số của Syria, bao gồm người Kurd, người Alawite, Kitô hữu và người Druze, là mâu thuẫn với cam kết trong tuyên bố hiến pháp về tự do tôn giáo và bình đẳng trước pháp luật. Những người biểu tình kêu gọi "lật đổ al-Julani", bí danh của al-Sharaa trong Nội chiến Syria. Tại Amuda, những người biểu tình kêu gọi thành lập một nhà nước "dân chủ và liên bang" để tăng quyền tự trị của người Kurd.